# Milo Infante
Milo Infante (Milano, 5 luglio 1968) è un giornalista, conduttore televisivo e autore televisivo italiano.
È vicedirettore di Rai 2 nell'ambito della Direzione Approfondimento.

## Biografia
Figlio del noto giornalista, scrittore e critico d'arte Massimo Infante, vive l'infanzia a Milano, in viale Monza 325.
I primi passi nell'etere li muove nel 1988 con il regista Riccardo Recchia, realizzando per l'emittente lombarda Telenova reportage e inchieste sulle bande giovanili. Sin da giovane si occupa principalmente di cronaca, collaborando con Corriere della Sera, La Notte, Il Giorno. Nel 1993 viene scelto da Vittorio Feltri per collaborare a L'Indipendente (di cui sarà inviato speciale). È stato anche firma dei settimanali Epoca ed Oggi e vicedirettore della rivista Il Consulente Artistico. 
Giornalista professionista dal 1996, prima dell'approdo in Rai, avvenuto nel 2003, lavora dal 1997 a Telelombardia (di cui nel 1998 è stato vicedirettore) e, nel 2001, diviene direttore responsabile di Antennatre.
Autore e conduttore di diversi talk show di successo, fra cui Buoni e cattivi, Iceberg, Orario continuato e Prima serata, su Telelombardia e Silenzio stampa e Spazio Disponibile, su Antennatre, 

### Carriera televisiva
Dal 15 settembre 2003 affianca Monica Leofreddi, poi sostituita dall'8 gennaio 2007 da Roberta Lanfranchi, alla guida della trasmissione L'Italia sul 2, in onda su Rai 2 e Rai International. L'8 settembre 2005 ha condotto, con la Leofreddi, la finale della decima edizione del Festival del Garda, svoltasi a Limone sul Garda (BS) e trasmessa da Rai 2, in seconda serata. Il 15 ottobre 2005 ha ricevuto, presso il Teatro delle Fonti di Fiuggi, il Premio 80 Anni Radiocorriere TV "Una vita per...".
Nell'autunno ed inverno 2005, è coautore e conduttore del programma pomeridiano d'attualità Dieci minuti, in onda su Rai 2 e Rai International. Sempre con la Leofreddi conduce, su Rai 2, le trasmissioni Le ferite d'Italia (in seconda serata), Il pomeriggio di Wild West. Nella finale del 27 maggio 2006, pattinando in coppia con Veronika Kočí, vince il terzo premio del reality show Notti sul ghiaccio.

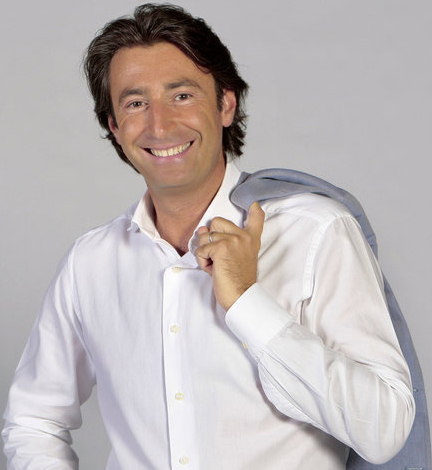
Milo Infante nel 2010

Dal 13 gennaio 2007 conduce, il sabato pomeriggio, sempre su Rai 2 e insieme a Roberta Lanfranchi, L'Italia sul 2 Giovani. Il 19 luglio del 2007, dal parco antistante la Basilica di Collemaggio a L'Aquila, presenta il Gran Galà della Croce Rossa Italiana (terza edizione televisiva), in onda il 10 agosto su Rai 2, in seconda serata.
Il 29 settembre 2007, presso l'Auditorium dello Ianua Hotel di Valenza Po (AL), presenta il Gran Galà della trentunesima edizione del concorso La Modella per l'Arte-Premio Mazzetti d'Altavilla, distillatori dal 1846. Dall'8 settembre 2008 al 5 giugno 2009, conduce Insieme sul Due, trasmissione che sostituisce Piazza Grande e di cui è coautore. In diretta su Rai 2, dalle 11 alle 13, dal lunedì al venerdì.
Il 3 dicembre 2008 presenta, in coppia con Monica Leofreddi, presso l'Auditorium Parco della Musica di Roma, il Gran Galà del Premio Nazionale per il Lavoro, in onda su Rai 2 il 16 in seconda serata. Il 20 conduce, insieme a Federica Ferrero, la finale della tredicesima edizione del Festival del Garda, tenutasi a Torbole sul Garda (TN). Il 2 agosto 2009, ad Imperia, gli viene assegnato il settimo Premio delle Logge.
Dal 21 settembre 2009 (sino al 28 maggio 2010) torna a condurre L'Italia sul 2, questa volta insieme a Lorena Bianchetti, dal lunedì al venerdì, dalle 14,45 alle 16,00, in diretta su Rai 2. Dal 13 settembre 2010 al 27 maggio 2011 conduce, dal lunedì al venerdì, dalle ore 14, sempre in diretta su Rai 2, il talk-show di successo Pomeriggio sul 2, affiancato da Caterina Balivo. Dal 12 settembre 2011 al 1º giugno 2012 torna a condurre L'Italia sul 2 con Lorena Bianchetti, in diretta su Rai 2, dal lunedì al venerdì, dalle ore 14 alle 16,15 circa.
È coautore e conduce la nuova trasmissione (con il 6,70% di share) Senza peccato, in onda su Rai 2, in seconda serata, il 9, il 16, il 23 ed il 30 settembre 2014. Un programma d'inchieste, a 360 gradi, sul mondo giovanile. La trasmissione torna anche nella stagione 2015 (con otto puntate, in onda il venerdì notte, dal 17 aprile al 5 giugno) e infine riprende (il 4 novembre 2015, per otto puntate, sempre in seconda serata) con il titolo di Generazioni. Dalla mattina del 21 ottobre 2018 è autore e conduttore della nuova trasmissione Generazione Giovani, in onda fino al 17 marzo 2019.
Il 17 giugno 2015 a Roma, presso la Sala della Regina della Camera dei Deputati, ha condotto l'ottava cerimonia di consegna dei "Premi Tv Moige" (Movimento Italiano Genitori Onlus - Osservatorio Media): "Un anno di zapping" 2014/2015.
Dal 26 ottobre 2020 conduce, sempre su Rai 2, il talk d'approfondimento Ore 14.
Da anni si occupa del caso della scomparsa di Denise Pipitone, finendo per essere indagato per diffamazione aggravata dalla Procura della repubblica di Caltanissetta nell’aprile del 2022.

### Riconoscimenti
Ottiene diversi riconoscimenti fra cui "l'Oscar per l'Informazione" di Millecanali e l'Ambrogino d'oro, massima onorificenza del Comune di Milano. 

## Vita privata
Il 10 giugno 2006 si è sposato nella chiesa parrocchiale di San Rocco ad Erbanno con Sara Venturi, Miss Padania 1998.
Il 2 maggio 2008 è diventato padre di un bambino.
Nel luglio 2014 ha vinto una causa contro la Rai (per demansionamento).

## Televisione
- Buoni e cattivi (Telelombardia, 1998)
- Iceberg (Telelombardia, 1999)
- Orario continuato (Telelombardia, 2000)
- Prima serata (Telelombardia, 2000)
- Silenzio stampa (Antenna 3, 2001)
- Spazio Disponibile (Antenna 3, 2001)
- L'Italia sul 2 (Rai 2, 2003-2008, 2009-2010, 2011-2012)
  - L'Italia sul 2 Giovani (Rai 2, 2007)
- Telethon (Rai 2, 2003-2011)
- Dieci minuti (Rai 2, 2005)
- Festival del Garda (Rai 2, 2005, 2008)
- Wild West (Rai 2, 2006)
- Notti sul ghiaccio (Rai 1, 2006) Concorrente
- Gran Galà della Croce Rossa Italiana (Rai 2, 2006-2007)
- La Modella per l'Arte-Premio Mazzetti d'Altavilla, distillatori dal 1846 (Rai 2, 2007)
- Gran Galà del Premio Nazionale per il Lavoro (Rai 2, 2007-2008)
- Insieme sul Due (Rai 2, 2008-2009)
- Pomeriggio sul 2 (Rai 2, 2010-2011)
- Senza peccato (Rai 2, 2014-2015)
- Generazioni (Rai 2, 2015)
- Generazione Giovani (Rai 2, 2018-2020)
- Ore 14 (Rai 2, dal 2020)
  - Ore 14 sera (Rai 2, 2025)